# Otopharynx brooksi
Otopharynx brooksi är en fiskart som beskrevs av Oliver, 1989. Otopharynx brooksi ingår i släktet Otopharynx och familjen Cichlidae. IUCN kategoriserar arten globalt som livskraftig. Inga underarter finns listade i Catalogue of Life.